# Rawi
Rawi (sanskr. रवि, pendż. ਰਾਵੀ, urdu راوی, starogr.  Hydraotes) – rzeka w północnych Indiach i w północnym Pakistanie. Długość – 725 km. Źródła w zachodnich Himalajach, płynie na północny zachód, skręca na południe, przecina granicę indyjsko-pakistańską i uchodzi do rzeki Ćanab. Nad Rawi leży Lahaur i ruiny starożytnego miasta Harappa.
Jej wody zamieszkiwał suzu indusowy.